# Позориште Олимпико
Позориште Олимпико или Театро Олимпико (итал. Teatro Olimpico) је ренесансно позориште у Виченци, прво стално позориште у модерној историји. Изграђено је у периоду 1580–1585. Његов првобитни изглед и данас је очуван у целини. Ово је био последњи пројекат италијанског ренесансног архитекте Андрее Паладија, који није доживео крај изградње театра. Сценографија потиче из 1585, израђена је за прву премијеру, а аутор јој је Винченцо Скамоци. Она даје илузионистички утисак улица које се пружају ка удаљеном хоризонту. Сцена у стилу старог Рима израђена је од дрвета и гипса, у штуко техници.
Театро Олимпико је био инспирација за друга ренесансна позоришта, каква су Античко позориште (Teatro all'antica) у Сабионети и Театар Фарнезе у Парми. То су уједно и једина три ренесансна позоришта која су се очувала до данас.
Театро Олимпико, заједно са другим Паладијевим здањима у Виченци и околини, је од 1994. део Унескове листе  Светске баштине (Историјски центар Виченце и Паладијеве виле у Венету).
Позориште Олимпико део је европског културног пројекта Европска рута историјских театара (енгл. The european route of historic theatres), чији је основни циљ неговање културне баштине одабраних европских позоришта основаних између 1500. и 1900. године. Овај пројекат окупља више од 120 позоришта широм Европе, најбоље сачуваних позоришних кућа, која су повезана у 12 културно-туристичких рута. Театро Олимпико једно је од позоришта на Северноиталијанској рути.

## Оснивање и изградња позоришта
Театро Олимпико је прво стално затворено позориште на свету. Изграђено је у доба италијанске ренесансе. Своје постојање дугује културној установи Академија Олимпика, коју је основала група угледних грађана и који су сами финансирали његову изградњу. Позориште је пројектовао Андреа Палади, а грађено је између 1580. и 1585. године.
Дана 15. фебруара 1580. године чланови Академије Олимпика обратили су се управи града, тражећи простор који је прикладан за позориште. Десет дана касније градско веће је испунило њихов захтев. У источном делу Виченце у 13. веку налази се замак Сан Пјетро, касније познат као Castello del Territorio, који је изграђен како би се контролисао оближњи мост преко реке Бачињоне и пут за Падову. Унутар зидина замка налазила се зграда која се раније користила као затвор, а коју су Олимпијци добили на коришћење.
Рад на новом позоришту поверен је Андреи Паладију, такође члану Академије, који је тада имао седамдесет две године и био је на врхунцу каријере и славе. Инспирација за изглед позоришта, како за сцену, тако и за гледалиште, Паладио је нашао у позориштима из времена Старог Рима, идеји коју је добио још приликом своје прве посете Риму, 1541. године. Адаптација простора према класичном моделу, уз ограничења расположивог простора, резултирала је потпуно оригиналним плановима. Једини цртеж који је преживео из фазе планирања позоришта чува се у Краљевском институту британских архитеката у Лондону. Радови су почели убрзо по добијању зграде, али су заустављени шест месеци касније због Паладијеве изненадне смрти 19. августа 1580. године. Иако без Палладија који би надгледао радове на лицу места, чврста и уредна структура самог пројекта је обезбедила да зграда остане суштински верна првобитним плановима, упркос неизбежним променама и прилагођавањима извршеним након његове смрти. Прво стално позориште у модерној историји званично је отворено 3. марта 1585. Софокловом драмом Краљ Едип (Oedipus Tyrannus) која је, према хроникама тог времен,а доживела велики успех. У 17. веку, поред првобитне намене, Олимпико је постао и место одржавања церемонија. Дана 19. јануара 1813, Академија је предала управљање позориштем општинској управи Виченце, али је задржала право да га и даље користи као место за своје састанке.

### Академија Олимпика
Академија Олимпика је културна установа која још увек постоји и веома је активна. Основала ју је 1555. године група од двадесет и једног члана, међу којима је био и сам Паладио. Истакла се не само својом културном мисијом већ и демократским, отвореним друштвеним саставом. Међу члановима су били представници различитих професија из науке и уметности. Поред науке, Олимпијци су од самог почетка исказивали страствено интересовање за позориште, толико да су одлучили да за његове представе изграде сталну зграду. годишње циклусе класичних представа.

## Архитектура
Позориште Олимпико се налази у северозападном делу некадашњег замка Сан Пјетро, на крају великог дворишта. Екстеријер зграде је неправилне конструкције и голе фасаде. Његову вредности и лепоту представља унутрашњост. Унутар постојећих зидова старог општинског затвора Паладио је створио своје ремек-дело. Док се верно придржавао геометријског Витрувијанског модела, он је његову кружну матрицу преточио у елиптични план — простор позоришта састоји се од полуелиптичног гледалишта и импресивне, правоугаоне сцене која представља седам улица града Тебе. Првобитно замишљена за први представу одиграну у овом позоришту, Краљ Едип, ова бина опстала је вековима. како је Палади умро пре завршетка радова, његово дело завршио је архитекта Винћенцо Скамоци (Vincenzo Scamozzi; 1548-1616) из Виченце.
Концепт гледалишта је идентичан римском амфитеатру — елиптично и степенасто, са колонадама и фризом пуним скулптура у позадини. Бина је направљена као фасада зграде, а чини је ред пиластера и удвојених стубова са колонадама и лучном тријумфалном капијом. Са три отвора на кулисама сцена представља сплет од седам улица града Тебе, постављајући их у лажну, удаљену перспективу. Лажну фасаду красе бројне нише са скулптурама. Паладио, као вешт архитекта и уметник, у дизајнирању користи трикове са перспективом и сенкама, умањујући удаљене декорације и сенчењем ниша, чиме појачава утисак пластике и величине. Тако је постигнут утисак додатне дубине, па ова сцена, стварне дубине 12 метара, изгледа далеко већа.
Током Другог светског рата Скамоцијева сценографија је демонтирана, да би била поново монтирана 1948. године. Све стаклене уљане лампе оригиналног система осветљења и даље се налазе на сцени. Током 1959. и 1960. године извршена је обимна рестаурација позоришта. Више конзерваторских радова обављено је у последњој деценији 20. века.

## Позориште данас
Театар Олимпико организује представе познатих светских позоришта два до три пута месечно, а карте се купују месецима унапред. Како и даље има своју првобитну сценографију из 1585. године и под заштитом је Унеска и италијанског Министарства културе, правила за коришћење позоришта и наступ на овој бини су врло строга. Између осталог, извођачи не смеју да се приближе старој сценографији, никаква нова сценографија не сме да заклони постојећу, а на сцени не сме да буде висе од 50 људи. Уколико се деси да је извођача више, приступа се алтернативним решењима, али се ова правила бескомпромисно поштују.
Позориште је део културног пројекта Европска рута историјских театара, чији је основни циљ неговање културне баштине одабраних европских позоришта основаних између 1500. и 1900. године. Олимпико је једно од позоришта на Северноиталијанској рути, чиме је ово позориште препознато на мапи културног туризма. Свакодневно се организују туристичке посете позоришту, уз водича и промотивни филм који уз музику и светлосне ефекте дочарава сценске могућности.

## Галерија
- Galerija bez rama, sa centriranim slikama i mogućnošću kontrole visine slika
- Централна „улица” сценографије
- „Фасада” са лучним пролазима ка „улицама”
- „Кровови” Тебе
- Део гледалишта — амфитеатра, са скулптурама и колонадом
- Колонаде и скулптуре
- Врт иза зграде позоришта
- Скулптуре у врту